# Tsjakvi
Tsjakvi (Georgisch: ჩაქვი, ook wel Tsjakva genoemd), is een zogeheten 'nederzetting met stedelijk karakter' in het zuidwesten van Georgië met 7.486 inwoners (2024), gelegen in de autonome republiek Adzjarië. Tsjakvi is gesitueerd aan de Zwarte Zee en behoort bij de gemeente Koboeleti. De plaats ligt op ongeveer tien kilometer ten noorden van de Adzjaarse hoofdstad Batoemi. Tsjakvi werd vanaf de 19e eeuw bekend van de theeteelt, maar in de 21e eeuw is Tsjakvi vooral een recreatie- en strandbestemming.

## Geschiedenis

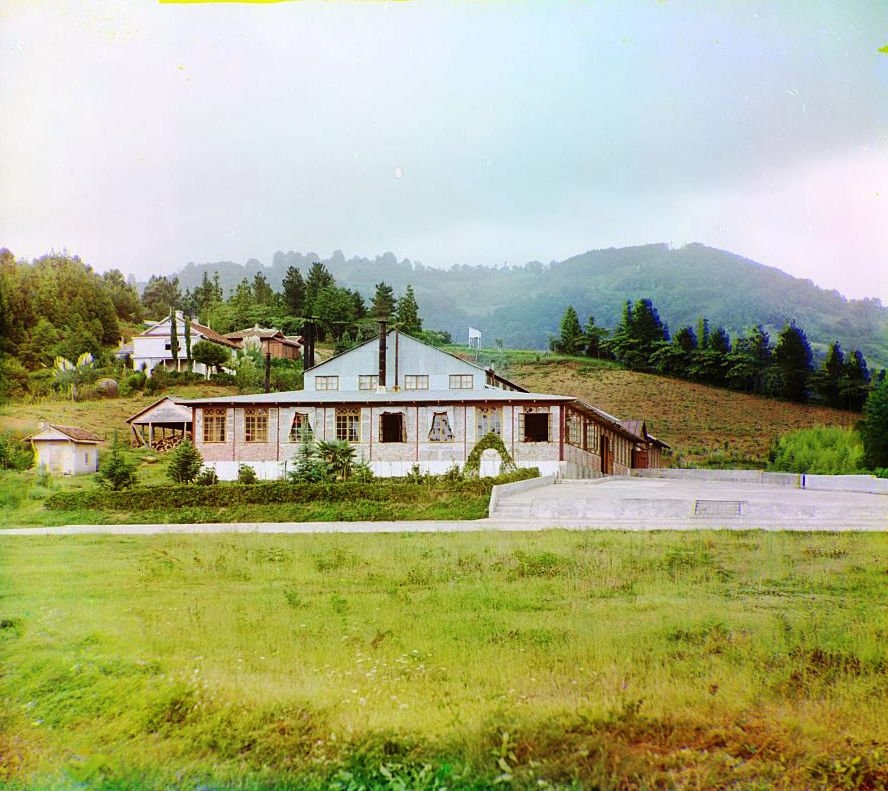
Theefabriek rond 1905

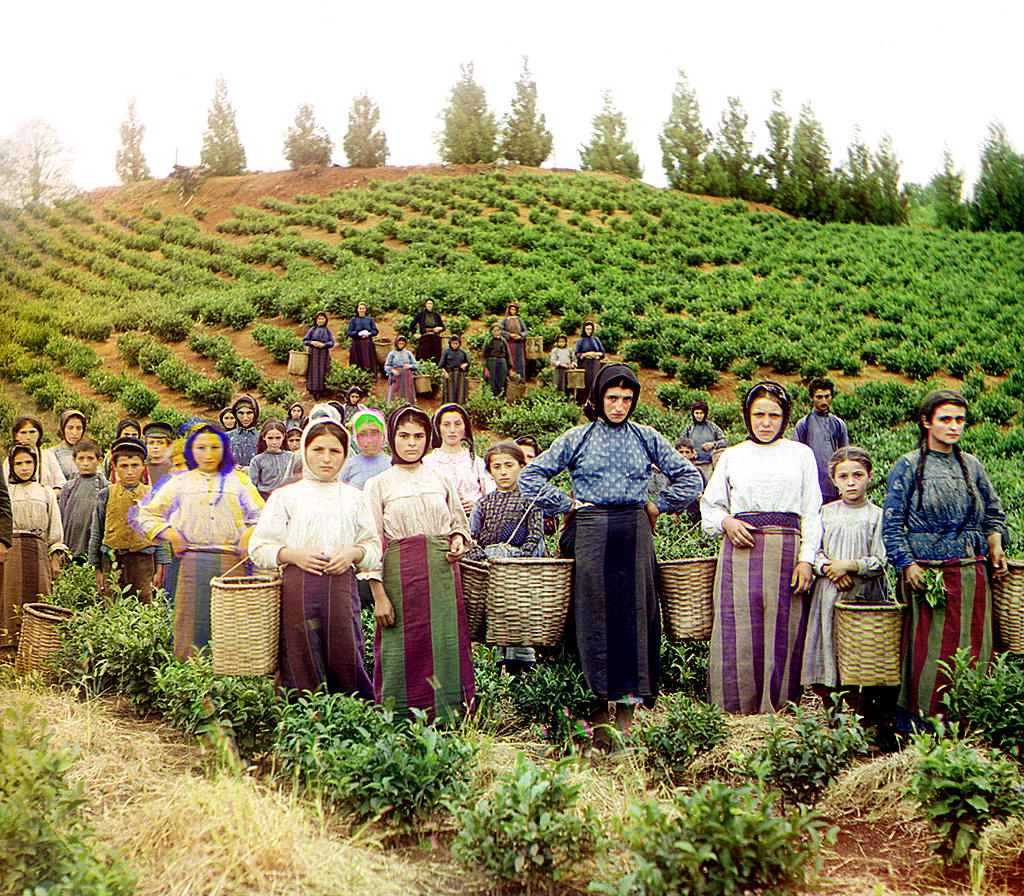
Portret theewerkers in Tsjaki door Sergej Prokoedin-Gorski (~1905)

Tsjakvi kwam aan het eind van de 19e eeuw op als theecentrum in Georgië, waarbij het subtropische en zeer vochtige klimaat een rol speelde. In de vroege 19e eeuw werd thee in de nabije regio Goeria geïntroduceerd, maar dit was in eerste instantie geen success.
Michail Vorontsov, de toekomstige Russische gouverneur van de Kaukasus, zorgde voor de introductie van Chinese thee in de (Georgische) Zwarte Zee kuststreek. Toen in 1878 Adzjarië via de Vrede van San Stefano door het Ottomaanse Rijk werd afgestaan aan het Russische Rijk, kwam de theeteelt naar de regio, en specifiek naar Tsjakvi. Het is het natste gebied in Georgië (en het toenmalige Russische Rijk), subtropisch en de in 1883 geopende Tbilisi-Batoemi spoorlijn door Tsjakvi zorgde voor goede verbindingen.

### Ontwikkeling theeplantages
In 1885 begon ingenieur-kolonel Alexander Solovtsov in de buurt van het station van Tsjakvi een theeplantage van anderhalve hectare. Een paar jaar later volgde de Russische theehandelaar Popov die veertien hectare aan theeplantages bezat in Tsjakvi en Salibaoeri, met een theefabriek in Tsjakvi. De Russische keizer haalde uit China de jonge Lao Jingzhou om in Tsjakvi op de theecultivering toe te zien, wat werd vastgelegd door de Russische fotograaf Sergej Prokoedin-Gorski. Was er in de jaren 1890 nog 18 hectare theeplantage, in de beginjaren van de Sovjet-Unie in 1925 was dit al 1292 hectare en in 1983 ruim 65.000 hectare. Deze bevonden zich voornamelijk in Abchazië, Goeria en Adzjarië.
Deze activiteit zorgde voor sterke groei van de bevolking, al werd Tsjakvi door het landbouwkarakter geen stad. Uiteindelijk stonden in Tsjakvi drie theefabrieken, een theepersfabriek en bedrijven voor de productie van fruit- en bessenwijnen en citrus infusies. Er waren naast theeplantages namelijk ook citrusplantages. Het Onderzoeksinstituut voor Thee en Subtropische Gewassen had in Tsjakvi een vestiging. De ontwikkeling tot theecentrum vertaalde zich ook naar de naam van de wijk Tsjaisoebani op de zuidoever van de Tsjakvistskali rivier, wat "theekwartier" betekent.
In 1954 werd Tsjakvi gepromoveerd naar een 'nederzetting met stedelijk karakter' (დაბა, daba). Met de onafhankelijkheid van Georgië en de roerige jaren 1990 stortte de theeproductie in, maar er wordt in Tsjakvi en omgeving nog wel op kleine schaal thee verbouwd.

## Demografie
Begin 2024 had Tsjakvi 7.486 inwoners, een groei van 11% ten opzichte van de volkstelling 2014. Het kent naast een vrijwel geheel etnisch Georgische bevolking (96%) ook gemeenschappen van ruim 100 Armeniërs en Russen.
| Aantal                                                           | 397 | - | 6.183 | 5.365 | 6.374 | 7.199 | 8.100 | 6.720 | 7.562 | 7.486 |
| Verantwoording data: Bevolkingsstatistiek Georgië 1897 tot heden |     |   |       |       |       |       |       |       |       |       |

## Bezienswaardigheden
Anno 21e eeuw is Tsjakvi vooral een strandbestemming met hotels aan de Zwarte Zee. Toch is ecotoerisme ook een factor. Het ligt vlak bij de grote Batoemi Botanische Tuin en de heuvels in het dorp zijn de uiterste rand van het Meschetigebergte. Circa 10 kilometer ten oosten van Tsjakvi ligt in dat gebergte het Nationaal Park Mtirala, waarvan de naam is afgeleid van de vele regen die in het gebied valt. Mitrala betekent "huilen": er valt ruim 4500 millimeter regen per jaar en is daarmee het meest regenachtige gebied in Georgië. De toegangsroute naar natuurreservaat en de bezienswaardigheden loopt vanaf Tsjakvi langs de Tsjakvistskali rivier omhoog naar het dorpje Tsjakvistavi dat midden in het reservaat ligt.

## Vervoer
Tot de opening van de Koboeleti Bypass in 2018 ging de belangrijke hoofdweg S2 (E70) tussen Poti en Turkije nog door Tsjakvi. Sindsdien kent Tsjakvi een eigen op- en afrit van deze weg. In 1883 kreeg Tsjakvi een station met de opening van de Batoemi-Samtredia spoorlijn.